# Grattan O'Leary
Michael Grattan O'Leary, né le 19 février 1888 à Percé et mort le 7 avril 1976 à Ottawa, est un journaliste et membre du Sénat du Canada.

## Biographie
Né le 19 février 1888 à Percé au Québec, Michael Grattan O'Leary commence à travailler comme journaliste au Ottawa Journal (en) en 1911. Il en devient par la suite rédacteur.
O'Leary arrive au Sénat en 1962. Il meurt en fonction à Ottawa le 7 avril 1976.